# Christa L. Deeleman-Reinhold

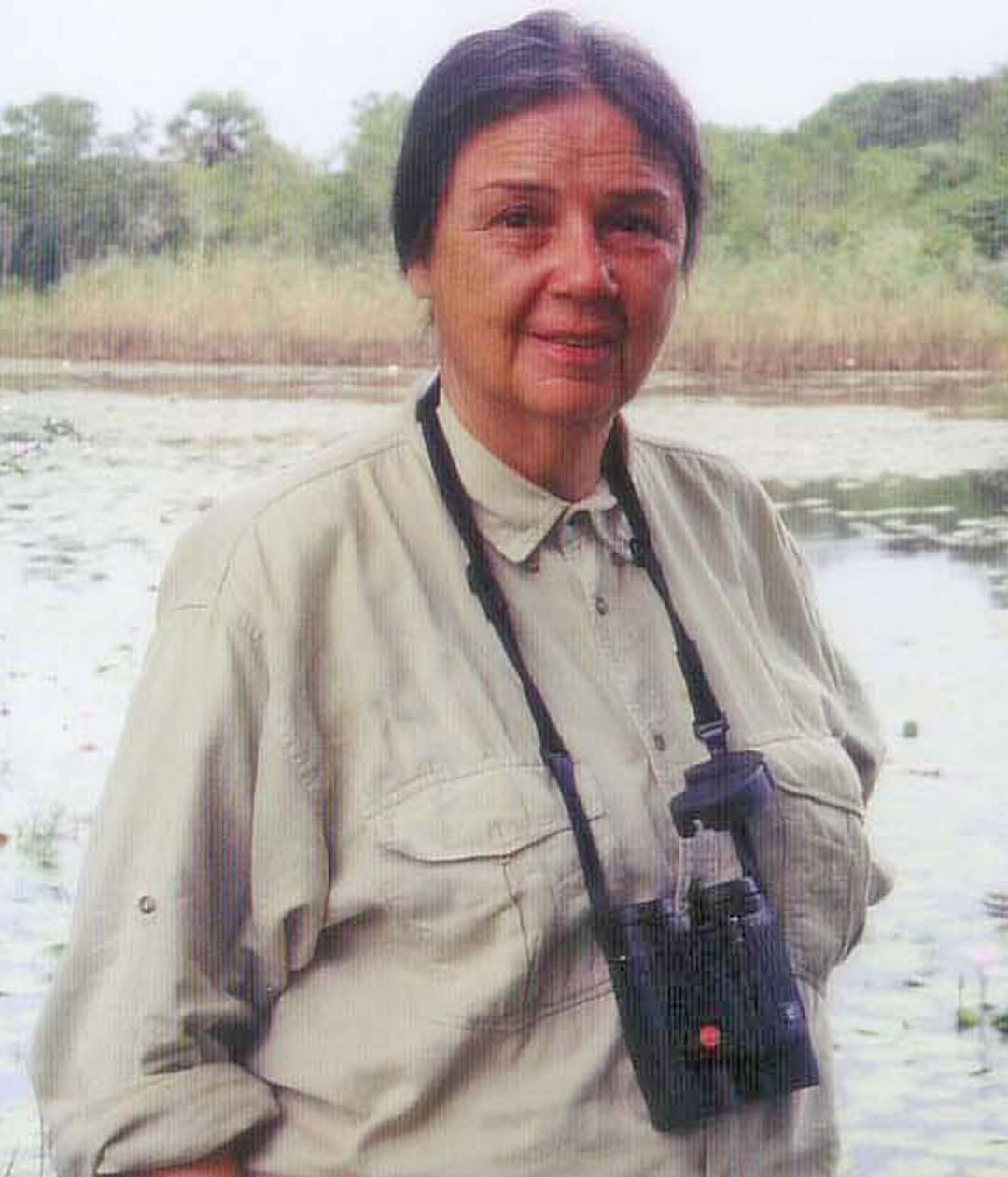
Christa L. Deeleman-Reinhold (2001)

Christa Laetitia Deeleman-Reinhold (* 23. November 1930 in Batavia, Java, Niederländisch-Indien als Christa Laetizia Reinhold; † 26. März 2025 in den Niederlanden) war eine niederländische Arachnologin. Mit rund 25.000 Exemplaren trug sie die weltweit größte Museumssammlung von Spinnentieren aus dem südostasiatischen Raum zusammen.

## Leben
Ihre Mutter stammte von den Banda-Inseln, zog im Jahr 1900 in die Niederlande und nach ihrer Hochzeit nach Java. Als ihr Vater schwer erkrankte, zog die Familie 1935 nach Den Haag. Als Teenager war sie aktives Mitglied des Nederlandse Jeugdbond voor Natuur (Niederländischer Jugendverband für Natur). Sie interessierte sich zu dieser Zeit hauptsächlich für Vögel und Pflanzen. Während der deutschen Besatzung wurden keine Camps organisiert, aber Christa verbrachte ihre gesamte Freizeit mit dem Nederlandse Jeugdbond voor Natuur. Nach ihrem Schulabschluss am Vrijzinnig-Christelijk Lyceum in Scheveningen arbeitete sie als Au-pair in Frankreich und England, wo sie ihre Französisch- und Englischkenntnisse vervollkommnete. Nach einem Jahr kehrte Deeleman in die Niederlande zurück und begann 1949 an der Universität Leiden zu studieren. 1952 kam sie an die entomologische Abteilung des Rijksmuseum van Natuurlijke Historie, wo sie unter der Leitung von Hilbrand Boschma Fangschrecken aus Neuguinea studierte. Zu dieser Zeit heiratete sie den Geschäftsmann Paul Robert Deeleman.
Deeleman setzte ihr Doktoranden-Studium fort, wofür sie in Meijendel, einem Dünengebiet zwischen Den Haag und Wassenaar,  Plattbauchspinnen erforschte und sich erstmals professionell der Arachnologie widmete. Das Ehepaar Deeleman begann intensiv zu reisen. Während eines Besuchs in einer jugoslawischen Höhle erregten kleine, fast durchsichtige Garnelen und Asseln ihre Aufmerksamkeit. Christa Deeleman spezialisierte sich im Naturkundemuseum von Leiden auf Höhlenspinnen. Unter der Leitung von Jacobus Theodorus Wiebes, dem damaligen stellvertretenden Direktor des Museums, arbeitete sie an der Taxonomie der Spinnengattung Troglohyphantes, für die sie und ihr Ehemann gemeinsam Material aus jugoslawischen Höhlen sammelten. Die Deelemans verbrachten viel Zeit in den Höhlen der abgelegenen Kalksteinmassive Jugoslawiens, wo sie mehrere bis dato unbeschriebene Spinnenarten entdeckten, die sich insbesondere an ihre nährstoffarme Umgebung angepasst hatten. Nach vielen Reisen nach Jugoslawien brachte die politische Instabilität Ende der siebziger Jahre ein Ende der dortigen Exkursionen. 1978 wurde sie mit der Dissertation Revision of the cave-dwelling and related spiders of the genus Troglohyphantes Joseph (Linyphiidae) with special reference to the Yugoslav species zum Ph.D. an der Universität Leiden promoviert. 1979 reisten die Deelemans zu einer Sammelexkursion in den Kinabalu-Nationalpark im malaysischen Bundesstaat Sabah auf der Insel Borneo. Obwohl sie während dieser Reise schwer an Tsutsugamushi-Fieber, einer bakteriellen Infektion, die durch Milben übertragen wird, erkrankte, setzte sie ihre Sammlungstätigkeit auf der Insel Java fort. In der Folgezeit bereiste sie ganz Südostasien, um die relativ schlecht kartierten Regenwälder zu erforschen, darunter in Sumatra, Kalimantan, Sulawesi, Java, Thailand und Malaysia.
In der Sammlung des Rijksmuseum van Natuurlijke Historie fand Deeleman nur wenig brauchbares Vergleichsmaterial zu den von ihr gesammelten Exemplaren. Leendert van der Hammen hatte nach der Expedition in die Region des Pegunungan Bintang (Sterngebirge) im Grenzgebiet zwischen Westneuguinea und Papua-Neuguinea im Jahr 1959 Spinnentierproben zurück nach Leiden gebracht, dieses Material bestand jedoch hauptsächlich aus Milbenpräparaten. Abgesehen von einigen Seidenspinnen gab es nur eine kleine Sammlung von Spinnentieren im Museum, und das meiste Material, das Deeleman in die Niederlande zurückbrachte, umfasste neue, unbeschriebene Arten. Das Sammeln erfolgte größtenteils von Hand. Die Deelemans benutzten Netze, drehten Blätter um und siebten Bodenproben durch. Dies war eine sehr zeitaufwendige Arbeit. In Bukit Lawang, einem Rehabilitationszentrum für Orang-Utans im Nationalpark Gunung Leuser (Nordsumatra), trafen sie Suharto Djojosudharmo, der als Vorarbeiter in dem Zentrum tätig war. Er lud das Paar ein, in seinem Haus zu wohnen. Zwischen den dreien entwickelte sich eine enge Freundschaft. Robert Deeleman brachte Djojosudharmo das Spinnensammeln bei und schenkte ihm Netze, Gläser, Ethanol und eine kleine finanzielle Entschädigung, um sicherzustellen, dass das Sammeln auch dann weitergehen würde, wenn das Ehepaar nicht in Indonesien war. Bald darauf sammelte Djojosudharmo auch in Bali, West-Java, Zentral-Sumatra, Zentral-Kalimantan, Lombok und Sumbawa. Das gesammelte Material wurde über Primatologen aus Utrecht, die in Bohorok arbeiteten, an Christa Deeleman weitergegeben. Auf diese Weise wuchs ihre Spinnensammlung stetig an.
Während Robert Deeleman hauptsächlich sammelte, organisierte und finanzierte, bearbeitete und recherchierte Christa Deeleman das neu erworbene Material. Zurück in den Niederlanden begann sie mit einem Kartensystem, in dem sie Merkmale und Daten der gesammelten Spinnen festhielt. Die Privatsammlung bestand inzwischen aus sehr wertvollem Material, das als Basis zu zahlreichen Erstbeschreibungen über neue Gattungen und Arten diente. Robert Deeleman versuchte die Höhlenspinnensammlung an das Rijksmuseum van Natuurlijke Historie zu verkaufen und schickte die Inventarlisten an Wiebes. Das Museum gab jedoch an, dass es mit den gegebenen Bedingungen nicht einverstanden war. Es schickte ein Gegenangebot an Deeleman, das er jedoch nicht annahm. Stattdessen schaffte er es erfolgreich, einen Teil der Spinnen- und der Käfersammlung an die Naturkundemuseen von Genf (Schweiz) und Stuttgart (Deutschland) zu veräußern. Er starb 1989 nach einer Thailandreise. 1999, als Erik J. van Nieukerken Kurator der Spinnentierabteilung am Museum in Leiden wurde, besuchte er Christa Deeleman in ihrem Haus, um die Sammlung zu begutachten, die hauptsächlich aus südostasiatischem Material bestand. Beim Notar wurden gute Vereinbarungen getroffen und Christa Deeleman übergab die Sammlung dem Museum, unter der Bedingung, dass sie zu Hause weiter daran arbeiten konnte. Als Gastforscherin besuchte sie oft die wissenschaftliche Bibliothek des Museums.
Nach dem Tod ihres Mannes arbeitete Christa Deeleman mehr als zehn Jahre an ihrem Opus magnum, das 2001 unter dem Titel Forest Spiders of South East Asia: With a Revision of the Sac and Ground Spiders (Araneae: Clubionidae, Corinnidae, Liocranidae, Gnaphosidae, Prodidomidae, and Trochanterriidae) veröffentlicht wurde. In dem 592 Seiten umfassenden Werk revidierte sie sechs Spinnenfamilien, beschrieb 18 neue Gattungen und 115 neue Arten.
1992 arbeitete sie mit dem deutschen Ökologen Andreas Floren an einer groß angelegten Studie in Nord-Borneo über die ökologische Zusammensetzung von Gliederfüßern im Baumkronendach. 2006 ging sie eine Partnerschaft mit dem niederländischen Ornithologen Flip Stoutjesdijk ein, mit dem sie bis zu seinem Tod im Jahr 2015 zusammenlebte.

## Dedikationsnamen
- Deelemania Jocqué & Bosmans, 1983
- Deelemanella Yoshida, 2003
- Deelemanikara Jäger, 2021
- Troglohyphantes deelemanae Tanasevitch, 1987
- Harpactea deelemanae Dunin, 1989
- Kenocymbium deelemanae Millidge & Russell-Smith, 1992
- Hersilia deelemanae Baehr & Baehr, 1993
- Dianleucauge deelemanae Song & Zhu, 1994
- Amaurobius deelemanae Thaler & Knoflach, 1995
- Dubiaranea deelemanae Millidge, 1995
- Cryphoecina deelemanae Deltshev, 1997
- Deelemanella Yoshida, 2003
- Molione christae Yoshida, 2003
- Rhitymna deelemanae Jäger, 2003
- Herennia deelemanae Kuntner, 2005
- Spermophora deelemanae Huber, 2005
- Dolichognatha deelemanae Smith, 2008